# Värmländingarna (1910)
Värmländingarna är en svensk dramafilm som hade biopremiär i Sverige den 27 oktober 1910, regisserad av Ebba Lindkvist. Som förlaga till filmen hade man Fredrik August Dahlgrens pjäs Wermlenningarne. 
I Finland framfördes en särskild version av filmen med inslag av synkroniserad sång och instrumentalmusik från grammofonskivor. Samtidigt som den här filmen filmades arbetade Carl Engdahl med sin version av Värmlänningarne, och ytterligare tre inspelningar kom att göras under 1900-talet.

## Rollista
- Viktor Hallin - Sven Ersson i Hult och Nils Jansson kallad Löpar-Nisse
- Agda Malmberg - Lisa, Svens hustru
- Gunnar Gyllander - Erik, Svens son
- Algot Persson - Ola i Gyllby, förmögen bonde/prosten
- Astrid Nilsson - Britta, Olas dotter
- Sven Gyllander - Jan Hansson vid sjön, torpare/Per, Svens dräng
- Ester Selander - Anna, Jans dotter
- Ebba Lindkvist - Annika, Jans hustru
- Ernst Dittmer - brukspatron
- Otto Gyllander - Wilhelm, hans son
- Ester Marcusson - Lotta, hans dotter
- Edvin Lundgren - Anders, Jans dräng

### Fotnoter
1. ↑  ”Värmländingarna”. Svensk filmdatabas. 27 oktober 2010. http://www.sfi.se/sv/svensk-filmdatabas/Item/?itemid=3228&type=MOVIE&iv=Basic. Läst 15 oktober 2016.